# دون ديلاني
دون ديلاني (بالإنجليزية: Don Delaney)‏ هو مدرب كرة سلة أمريكي، ولد في 3 يناير 1936 في ساوث إوكليد في الولايات المتحدة، وتوفي في 16 فبراير 2011 في مايفيلد هايتس في الولايات المتحدة.

## روابط خارجية
- دون ديلاني على موقع سبورتس رفرنس (الإنجليزية)